# 陰陽路柒撞到正
《陰陽路柒撞到正》是一部2000年香港恐怖鬼片，《陰陽路系列》第七部電影，由南燕執導，古天樂、羅蘭、雷宇揚、吳志雄和黎耀祥主演。

## 劇情簡介
一個電影攝製組前往一個偏遠的島嶼拍攝音樂特輯。 島上住著一些村民和一個古怪的警探。 在他們逗留期間發生了超自然現象：晚上聽到了怪異的尖叫聲，但村民們認為這是狼的嚎叫； 看到一個陌生的年輕人四處遊蕩，問他們是否見過一個叫英的人。 此外，在水中拍攝戲時，女演員們感到有東西在撓腳。 一位老太婆講述了一個悲慘的故事，講述了村里一對戀人因女方父親反對而失散——男方被燒死，女方投海自盡。 一個神秘的野孩子被發現是發出尖叫聲的人，老婦人認出他是這對戀人失散多年的兒子。 舉行儀式讓這對戀人的靈魂得到安息，他們的兒子被村民收養。

## 角色介紹
| 演員   | 角色 | 角色介紹       |
| ------ | ---- | -------------- |
| 古天樂 | 阿樂 | 鬼、“黑衣男子” |
| 陳松伶 | 阿瑩 | 鬼、“紅衣女子” |
| 黎耀祥 | ALEX | 導演           |
| 吳志雄 | 雄叔 | 村長           |
| 李蕙敏 | 歌星 | 拍攝MV的女歌星 |
| 羅蘭   | 炳婆 |                |

## 歌曲
插曲《撤旦的情人》
作曲、編曲：李浩倫、黃艾倫，填詞：勞子
主唱：李蕙敏

## 外部連結
- 香港影庫上《陰陽路柒撞到正》的資料（繁體中文）
- 互联网电影数据库（IMDb）上《陰陽路柒撞到正》的资料（英文）
- 豆瓣电影上《陰陽路柒撞到正》的資料 （简体中文）